# 栃木県立烏山高等学校 (1907)
栃木県立烏山高等学校（とちぎけんりつからすやまこうとうがっこう）は、栃木県那須烏山市中央三丁目にあった1907年創立の私立烏山学館を源流に持つ男子高校。
2008年(平成20年)4月をもって栃木県立烏山女子高等学校と統合した新設「栃木県立烏山高等学校」が同敷地内に新設されることに伴い、新入生の募集を停止。2010年(平成22年)3月に閉校。

## 概要
略称は烏高（からこう）。卒業生の進路は大学、専門学校への進学が多い。

### 設置学科
- 全日制課程　普通科
- 商業科が併設されていた時代もある。

### 教育目標
建学の精神を継承した校訓「至誠・不屈・礼儀・協同」を拠り所とし、健康で豊かな人間性を培い、香り高い文化国家の有為な形成者となる人材を育成する。
```
豊かな感受性と創造性を持つ人材を育成する。 
自ら学ぶ意志と主体性を持つ人材を育成する。
個性豊かで自主、自立の精神を持つ人材を育成する。
豊かな社会性と国際性を持つ人材を育成する。
```

### 学区
塩谷・南那須学区
- 矢板市
- さくら市
- 那須烏山市
- 塩谷郡塩谷町
- 塩谷郡高根沢町
- 那須郡那珂川町

県内他学区からは定員の25%まで入学が認められている。県内他学区では芳賀郡市貝町・茂木町からの通学者が多い。

## 教育活動
- 学習指導、進路指導の充実・強化―未来を拓く確かな学力の向上―　
  - 少人数・習熟度別授業を実施し、きめ細かな指導を徹底。　
  - 個に応じた進路指導を積極的に行う。
  - 高大連携を実施し、進路実現に役立てる。
  - 進路選択を行う能力と自立する能力を高めるためにキャリア教育を実施。

- 学校行事、生徒会活動の活性化―健康で活力にあふれた自己の確立―
  - 生徒の自主性を重んじた学校行事や生徒会活動を行う。
- 国際的視野を獲得させる教育の推進―豊かな人間性の涵養―　　
  - 国際交流研修会等への参加を通し、国際的な視野を持った生徒を育成。
- 地域交流、ボランティア活動の充実―豊かな人間性の涵養―
  - 地域との交流、ボランティア活動を通して、豊かな人間性を育てる。

### 特色ある行事
- 創立記念日～提灯行列

創立記念日である4月28日に一日かけて行われる記念行事。午前に創立者である川俣英夫の墓前に全校生徒が墓参りをし、続いてOBによる記念講演が行われた。
夕方から最大のイベントである市内提灯行列が行われた。全校生徒は手にそれぞれ提灯を持ち、生徒会執行部員を先頭にブラスバンド（1994年吹奏楽部が復活され強化される）、同窓会有志と続き、学級長が各クラスを先導。行程は同校から私立烏山学館（旧校の前身）跡地、東日本旅客鉄道烏山線烏山駅付近を通過し同校までの往復約4km。校門を出る際、川俣英夫の胸像に各クラス毎に万歳三唱をする。歌われる校歌は第一校歌。町全体で同校の創立行事を祝う伝統が定着していた。

## 沿革
- 1907年（明治40年）4月 - 烏山町内の川俣英夫を中心として秋葉町に私立烏山学館として開校[2]
- 1910年（明治43年）
  - 3月17日 - 私立中学烏山学館設置の認可を受ける[3]
  - 4月1日 -  私立中学烏山学館開校
- 1911年（明治44年）2月9日 - 私立烏山中学校に改称[4]
- 1924年（大正13年）4月 - 栃木県への移管により栃木県立烏山中学校となる[5][6]
- 1948年（昭和23年） - 学制改革により栃木県烏山高等学校が発足[5]
- 1951年（昭和26年） - 栃木県立烏山高等学校と改称
- 2007年（平成19年） - 創立100周年記念式典挙行
- 2008年（平成20年） - 栃木県立烏山女子高等学校との統合により、新「栃木県立烏山高等学校」設立。募集停止。
- 2010年（平成22年）3月 - 最後の在校生が卒業、閉校となる。

## 著名な出身者
- 池田聡 - 歌手
- 益子昌一 - 脚本家
- 増淵龍夫 - 経済学者
- 大武浩幸 - 株式会社ユニカフェ社長
- 新井明 - 元日本経済新聞社社長
- 佐藤竜騎士 - プロレスラー、ゲームプランナー